# استیل (داکوتای شمالی)
استیل(به انگلیسی: Steele) شهری در ایالت داکوتای شمالی کشور ایالات متحده آمریکا است که جمعیت آن در سرشماری سال ۲۰۱۰ میلادی، ۷۱۵ نفر بوده‌است.